# Поправка
По́правка — село в Маловільшанській сільській громаді Білоцерківського району Київської області, до 2020 року центр сільської ради. Розташоване над однойменною річкою, за 20 км на південний схід від районного центру та залізничної станції Біла Церква. Населення — 439 чоловік.

## Історія
Село засноване в кінці XVI — на початку XVII століття.
"Село Поправка, в 3-х верстах від села Одноріг і в 5-ти від Насташки. За словами жителів, село давнє, як і село Черкас і називалася спочатку Прозорівкою. Перейменована ж на Поправку з того часу, як графи Браницькі стали вотчинними власниками цих місць. В селі знаходиться особливий господарський фільварок, а жителів обох статей 616" // / Сказания о населенных местностях Киевской губернии или статистические, исторические и церковные заметки о всех деревнях, селах, местечках и городах, у пределах губернии находящихся / Собрал Л. Похилевич. — Біла Церква: Видавець О. В. Пшонківський, 2005. — с.411
Клірові відомості, метричні книги церкви св. Миколая с. Поправка Васильківського пов. Київської губ. зберігаються в ЦДІАК України. http://cdiak.archives.gov.ua/baza_geog_pok/church/popr_001.xml
У Поправці є середня школа, будинок культури, бібліотека, фельдшерсько-акушерський пункт.
При комуністах, розміщений на території села колгосп ім. А. О. Жданова мав 1792,6 га землі, у тому числі 1654,8 га орної. За трудові досягнення в сільськогосподарському виробництві орденами й медалями нагороджені 5 чоловік.
За мужність і відвагу, проявлені в боротьбі проти німців, орденами й медалями відзначено 116 жителів села.
Протягом 1969-1975-х років директором Поправської школи був Дзендзелюк Микола Йосипович (? — 2008) — заслужений учитель УРСР.

## Населення

### Мова
Розподіл населення за рідною мовою за даними перепису 2001 року:
| Мова       | Відсоток |
| ---------- | -------- |
| українська | 99,81%   |
| російська  | 0,19%    |

## Джерело
- Облікова картка на сайті ВРУ
- Інформаційний портал міста Біла Церква
- Центральний державний історичний архів України, м. Київ

1. ↑  Паспорт громади | Маловільшанська громада, Київська область, Білоцерківський район. malavilshankagromada.gov.ua (укр.). Процитовано 21 лютого 2025.
2. ↑  Рідні мови в об'єднаних територіальних громадах України — Український центр суспільних даних